# 野村吉三郎

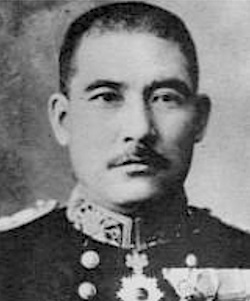
海軍時代的野村

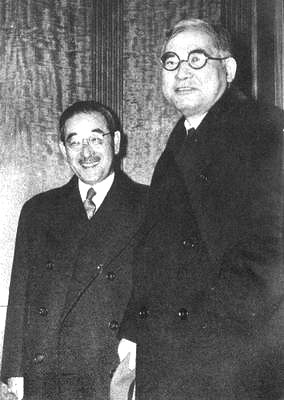
来栖三郎与野村吉三郎 (右)

野村吉三郎（日语：野村 吉三郎/のむら きちさぶろう，1877年2月16日—1964年5月8日），日本昭和初期的海軍將領、外交官、政治家。位階勲功等为海軍大将从二位勲一等功二級。

## 生平
1877年2月16日野村吉三郎出生于和歌山县和歌山市，旧紀州藩士增田喜三郎的三子，野村正胤的养子。

### 海军生涯

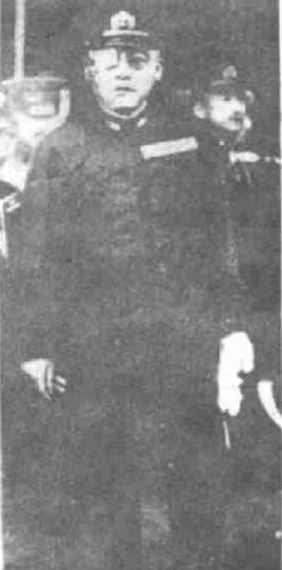
野村吉三郎在虹口公园爆炸中被炸瞎右眼

1895年毕业于日本和歌山中学，此后到东京在一家私立的海军军官预备学校学习，并考入日本海軍兵学校，1898年海军兵学校26期毕业。曾任“千岁”航海长等职。1901年去英国完成接管战舰“三笠”任务，后1908年-1910年常驻奥地利、德国，海军大学毕业后，1914年起担任过日本驻美国大使馆海軍武官。1918年10月18日任巡洋艦“八雲”艦長。巴黎和会和华盛顿限制海军军备会议作为日本代表团随员，曾与时任海军部副部长（相当于日本的海军次官）后来成为美国总统的富兰克林·罗斯福也有密切交往。1922年6月1日晋升海軍少将。
1926年（大正15年）任军令部次长，同年晋升海軍中将。后任吴镇守府、横须贺镇守府司令长官等职。1932年上海事变时，野村吉三郎中将调任第三艦隊司令官，进入长江的日本军舰以舰炮支援上海派遣軍作战。后在同年4月29日天长节庆祝会时在虹口公园被朝鲜反日义士尹奉吉投掷炸弹炸瞎右眼。伤痊愈后再次担任横须贺镇守府司令长官，1933年3月晋升海军大将，同年11月转为军事参议。1935年（昭和10年）秋季大演习時发生因遭遇颱風使多艘军舰严重受損的“第四舰队事件”，为调查此次事故成立了以野村吉三郎大将为首的调查委员会。1937年退出现役，之后担任学习院院长。

### 担任外交官
在海军任职期间，野村吉三郎以精通国際法而闻名，1939年—1940年任阿部信行内閣的外務大臣，不过阿部信行内阁仅四个月就垮台了。
当时日美关系趋于恶化，也许与时任美国总统罗斯福的良好个人关系的缘故，1941年野村吉三郎被起用任第2次近衛內閣的日本駐美大使。随着日军进入法屬印度支那南部事件与美、英关系进一步恶化，外务省增派特命大使来栖三郎赴美和野村吉三郎进行对美谈判，但由于日本政府拒绝有意义的让步谈判难以取得进展。1941年（昭和16年）12月7日日军偷袭珍珠港，与美国开战。在日本发动袭击前，野村负责将日本中断同美国谈判的照会（这实际上意味着战争）提交美国政府，但是由于无线电解码的延误这个照会送达美国国务卿科德尔·赫尔手中时战争已经爆发，日本避免背负不宣而战的努力没有成功。
战争爆发后被美国拘留囚禁，1942年8月被交换回国。回国后担任枢密院顾问，直到战争结束。

### 战后
战后，野村吉三郎被开除公职。1953年受同乡松下幸之助之邀，担任松下电器产业旗下的日本胜利公司第一任社长。时任內閣總理大臣吉田茂邀请其作为一个日本重整军备委员会的成员。
1954年，野村吉三郎在复出政坛，当选为参议员，鸠山一郎内阁和岸信介内阁曾打算启用野村吉三郎任防卫厅长官，但因其旧日本帝国海军上将出身且任驻美大使在日美开战时递交中断谈判照会出名而放弃。
1964年5月8日野村吉三郎去世，被授予勲一等旭日桐花大綬章。葬于文京区的護国寺。戒名玄海院殿寿峯吉翁大居士。

## 年譜
- 1898年（明治31年）12月13日 - 海軍兵学校毕业（26期）。
- 1900年（明治33年）1月12日 - 任海軍少尉。
- 1901年（明治34年）10月1日 - 任海軍中尉。
- 1903年（明治36年）9月26日 - 任海軍大尉。
- 1904年（明治37年）10月19日 - 巡洋舰「濟遠號」航海長。
- 1905年（明治38年）
  - 1月12日 - 「京城丸」航海長。
  - 6月14日 - 防護巡洋艦「高千穗号」航海長。
  - 11月21日 - 海軍兵学校航海術教官。
- 1906年（明治39年）10月25日 - 巡洋艦「橋立号」航海長。
- 1907年（明治30年）12月18日 - 巡洋艦「千歲号」航海長。
- 1908年（明治41年）
  - 3月3日 - 駐奥地利。
  - 9月25日 - 任海軍少佐。
- 1910年（明治43年）5月23日 - 駐德国。
- 1911年（明治44年）9月13日 - 防護巡洋艦「音羽号」副舰長。
- 1913年（大正2年）
  - 2月26日 - 海軍省副官。海軍大臣秘書官。
  - 12月1日 - 任海軍中佐。
- 1914年（大正3年）2月11日 - 在美国大使館付武官。
- 1917年（大正6年）4月1日 - 任海軍大佐。
- 1918年（大正7年）10月18日 - 巡洋艦「八雲号」艦長。
- 1919年（大正8年）
  - 2月5日 - 講和全權委員随員。
  - 11月12日 - 免講和全權委員随員。
- 1921年（大正10年）8月17日 - 华盛顿会議随員。
- 1922年（大正11年）6月1日 - 任海軍少将。
- 1923年（大正12年）9月15日 - 第一遣外艦隊司令官。
- 1925年（大正14年）9月18日 - 海軍省教育局長。
- 1926年（大正15年）
  - 7月26日 - 軍令部次長。
  - 12月1日 - 任海軍中将。
- 1929年（昭和4年）2月1日 - 練習艦隊（英语：Training Fleet (Imperial Japanese Navy)）司令官。
- 1930年（昭和5年）6月11日 - 吴镇守府司令長官。
- 1931年（昭和6年）12月1日 - 横須贺镇守府司令長官。
- 1932年（昭和7年）
  - 2月2日 - 第三艦隊司令長官。参与上海事变。
  - 4月29日 - 遭遇虹口公園爆炸案，右眼失明。
  - 6月24日 - 赐予勅語（诏书）。
  - 10月10日 - 横須賀鎮守府司令長官。
- 1933年（昭和8年）
  - 3月1日 - 任海軍大将。
  - 11月15日 - 軍事参議官（ - 1937年3月30日）。
- 1934年（昭和9年）
  - 2月7日 - 勲一等旭日大綬章。
  - 4月29日 - 功二級金鵄勲章。
- 1937年（昭和12年）4月6日 - 編入预备役。学習院長。
- 1939年（昭和14年）9月25日 - 就任阿部内閣第61代外務大臣（ - 1940年1月16日）。
- 1940年（昭和15年）
  - 7月13日 - 勲一等瑞宝章。
  - 11月27日 - 駐美国特命全权大使。
- 1944年（昭和19年）5月18日 - 枢密顧問官（ - 1946年6月13日）。
- 1946年（昭和21年）8月 - 开除公职。
- 1953年（昭和28年）3月24日 - 日本杰伟世（JVC，日本胜利公司）社長。
- 1954年（昭和29年）6月3日 - 第3届参議院議員補欠選举（和歌山選举区），当選参議院議員。
- 1959年（昭和34年）6月2日 - 第5届参議院議員通常選举（和歌山選举区），连任参議院議員。
- 1964年（昭和39年）5月8日 - 死去。勲一等旭日桐花大綬章（日语：勲一等旭日桐花大綬章）。

## 文献
- 著書：『使美记——日美交涉的回顾』（《米國に使して 日米交渉の回顧》）（岩波書店 1946年）
- 著書：続篇『アメリカと明日の日本』 初版：（读卖新闻社 1947年）

復刻：吉村道男監修 日本外交史人物叢書21卷（尤马书房 2002年）
- 中山定義（日语：中山定義）. . 每日新聞社. 1981 （日语）.
中山は海軍少佐。米国駐在員として吉田と行動を共にした。
- 豊田穣（日语：豊田穣） 『悲運の大使野村吉三郎』 （講談社 1992年、講談社文庫（日语：講談社文庫） 1995年）
- 尾塩尚 『駐米大使野村吉三郎の無念 日米開戦を回避できなかった男たち』（日本经济新闻出版社 1994年）

## 関連項目
- 岩畔豪雄（日语：岩畔豪雄）
- 日本海上警備隊（日语：海上警備隊）
- 日本保安廳警備隊（日语：警備隊 (保安庁)）
- 海上自衛隊
- 日本將官、佐官出身國會議員列表（日语：将官・佐官出身の国会議員の一覧）

## 脚注
| 官衔              | 官衔                                        | 官衔              |
| ----------------- | ------------------------------------------- | ----------------- |
| 前任： 阿部信行   | 外務大臣 第61代：1939 - 1940                | 繼任： 有田八郎   |
| 政党职务          |                                             |                   |
| 前任： 松野鶴平   | 自由民主党参議院議員会長 第2代：1956 - 1957 | 繼任： 吉野信次   |
| 學術機關職務      |                                             |                   |
| 前任： 荒木寅三郎 | 学習院院長 第16代：1937 - 1939              | 繼任： 山梨勝之進 |